# Szerikzsan Muzsikov
Szerikzsan Ursztemuli Muzsikov (kazak betűkkel: Серікжан Урстемұлы Мұжықов; 1989. június 17. –) kazak válogatott labdarúgó, a Tobil Kosztanaj játékosa.

## Pályafutása

### Klubcsapatokban
2006-ban kezdte profi pályafutását a Koksu csapatában. A Zsetiszu csapatához 2008-ban igazolt.
2015 júliusában az Asztana csapatához szerződött, ahol egy tizennyolc hónapos szerződést írt alá. 2020. január 6-án szabadon igazolhatóvá vált, miután lejárt a szerződése. 2020. január 22-én aláírt a Tobil Kosztanaj csapatához.

### A válogatottban
Utánpótlás szinten képviselte a kazak U21-es labdarúgó-válogatottat. 2011 óta a felnőtt csapatban szerepel.

#### Mérkőzései a válogatottban
| Kazahsztán | Kazahsztán | Kazahsztán |
| Év         | Mérk.      | Gólok      |
| ---------- | ---------- | ---------- |
| 2011       | 4          | 0          |
| 2012       | 1          | 0          |
| 2013       | 0          | 0          |
| 2014       | 0          | 0          |
| 2015       | 0          | 0          |
| 2016       | 7          | 0          |
| 2017       | 3          | 0          |
| 2018       | 6          | 1          |
| 2019       | 2          | 0          |
| 2021       | 3          | 1          |
| Összesen   | 26         | 2          |